# Eloeophila serenensis
Eloeophila serenensis là một loài ruồi trong họ Limoniidae. Chúng phân bố ở miền Cổ bắc.